# トカラ列島秘境さんぽ
トカラ列島秘境さんぽ/島好き最後の聖地（とかられっとうひきょうさんぽ しまずきさいごのせいち）とは、イラストレーターの松鳥むうのエッセイ。
2018年7月26日に西日本出版社から発売された。

## 概要
以前から憧れてはいたが、アクセスが鹿児島から船週1往復のみで、全島めぐるのは至難の業。『ちょこ旅』（アスペクト、改訂版はスタンダーズ）でアクセス難易度が高い伊豆小笠原諸島（一部はアクセス難易度は低い）を旅してきた松鳥が、意を決して旅をすることになった。松鳥のエッセーでは珍しく、イラスト・漫画だけでなく活字エッセーもある。トカラ列島は作者が訪問した有人7島以外に無人5島があり、南北に約160㎞あり、小笠原を除けば日本一長い村となる。

## 登場人物

### 主人公
トラベルエッセーなので、作者＝主人公となる。
松鳥むう（まつとり むう）
滋賀県出身。看護師であったが、一人旅をしているうちに放浪するイラストレーターに転職（以降、作者と表記）。主に離島・田舎旅エッセー（京都・那覇など除く）、また看護師経験を生かして保育・医療系エッセーも出す。これまでに訪れた国内の島は84（出版当時、現在は118）にも及ぶという。

### 口之島・中之島編
最北端の島と、中心になる島。
サンタのおっちゃん
口之島でフリィ展望台を目指す作者に道を聞かれた男。サンタクロースみたいにふくよかな体格、白髪交じりのひげといった風体。展望台への道を教えてくれた。
佐竹京子（さたけ きょうこ）
宮城県出身だが、1979年38歳の時に奄美大島へ移住。奄美女性誌サークルを創部、大島名瀬で染め織物店を営んでいる。奄美・トカラを書いたノンフィクション「軍政下奄美の密航・密貿易」（南方新社）を出している。
イスラフィス一家
中之島「歴史民俗資料館」の管理をしている。夫はホンジュラス人のルイス・パネガス・イスラフィス、妻は日本人の木綿子、長女・長男姉弟の4人。コスタリカに住んでいたが日本へ移る時に、日高重成にスカウトされて移住、トカラへIターンした外国人としては、ルイスが第一号となる。他にトカラ馬牧場、中の島天文台を管理している。
西村賢治（にしむら けんじ）
中之島・東集落にある「大喜旅館」のオーナー。ラガーマンと思われるほどガタイがいい。作者が外出する際に「昼食用の弁当をお願いします」と頼まれると、おにぎり弁当をつくってくれた（トカラは飲食店が殆ど無いので、宿泊先などで食事をする事になる）。

### 諏訪之瀬島・平島編
鹿児島などと直結する計画だった飛行場跡（ヘリポートに転用）の島と、平家伝説の島。
スミコ
諏訪之瀬島にある宿「浜原荘」の女将。
諏訪之瀬島のちびっこたち
牧場入り口から自販機前まで一緒に探検をした、男女の子供二人組。
長沢夫婦
諏訪之瀬島の新集落（移住者が開拓した集落）に住む、自給自足生活をする。夫・哲夫（てつお、通称ナーガ）は東京から移住し、トビウオ漁師。妻・芳枝（よしえ、通称ラーダ）は神奈川県から移住。
用澤満男（ようざわ みちお）
平島（たいらじま）で民宿「たいら荘」と漁師を営む。
稲垣尚友（いながき なおとも）
通称「なおさん」。一時期、トカラの無人島である臥蛇島に移住していた。現在は平島に在住。
良一、明子夫婦。
良一は実家が代々、平島の神主で彼も後を継いでいる（神主の傍ら、漁師も営む）。明子は東京都会育ちだが（実は元プロのトライアスロン選手）、トカラを何度も訪問して良一と出会い、結婚。ちなみに島で一番多い姓「日高」である。
たいら荘常連の釣り人2人
作者は二人に釣りを教えてもらった。

### 悪石島編
列島中央に位置する。作者は「ボゼ祭り」目当てに初上陸。
有川和則（ありかわ かずのり）
島の重要な盆行事「ボゼ祭り」の責任者。ボゼとは仮面神で、盆踊りの途中に闖入して追いかけまわす（秋田のなまはげのようなものらしい）。
斉藤潤（さいとう じゅん）
日本中、ほとんどの有人島を踏破した島ライター。作者と一緒に「ボゼ祭り」を取材しに来た。さらに彼と作者に鹿児島で誘われた二人が一緒に上陸。
安藤アン誠起
斉藤、作者より前に上陸した島カメラマン。
加藤庸二（かとう ようじ）
日本の有人島はほぼ制覇したカメラマン。
長老ご夫妻
作者、斎藤、加藤らとともに「ボゼ祭り」見物の為、悪石島に上陸。もともと、こちらの住民だったらしいが、現在は鹿児島に在住。宴の席で長老夫が和則に「歌ってほしい」と言われ、歌った。
砂蒸し風呂のおばちゃん
作者の応対をしたスタッフ。
有川幸則（ありかわ ゆきのり）
フェリーで作者と出会う。悪石島で農業、道路工事を行う。
有川すえこ
幸則の妻。平島出身だが、姉がきっかけで幸則と結婚して移住。

### 小宝島・宝島編
悪石島以北とは生態系が異なる。
小宝島に出張した臨時看護師
常勤看護師が所用で鹿児島に出たのと入れ替わりにやってきた。作者は暇を持て余し、休憩しつつ、彼女の計らいで体操講座に参加してもらえることとなった。
ミヨ
小宝島のシャーマンおばあさん（沖縄のノロみたいなもの）。孫や孫いとこのために休業した小中学校の再会を直談判、孫たちは実家から島を出ずに小中学校へ通学できるようになった。
岩下勝美（いわした かつみ）
埼玉県から移住した男性（実は小宝島出身）で、作者との初対面は診療所の体操講座。島伝統の風葬を教えてくれた。小宝島は岩下姓が多い。トカラの歴史に詳しい。
トシエ
宝島で投宿した「シェアハウス宝島」のオーナー。夫・功、1歳児の3人家族。功は漁師兼農夫で、トシエは元アパレルデザイナー。
一竹氏、さっちゃん。
功とともにバナナファイバーを製造する社団法人のメンバー夫婦。
前コー氏、照子女史。
トシエたちの宝島仲間。前コーは漁師、照子は給食従事者。
ヒロキくん、梅ちゃん、ひろみさん。
同じく宝島仲間。子供に人気の青年と元気印のおばあちゃん、さわやか女子。

### その他
トカラ列島への玄関口・鹿児島市内やフェリーとしまで出会った人々など。
中村学（なかむら まなぶ）
「フェリーとしま2」船長。
日高重成（ひだか しげなり）
イスラフィス一家を中之島へ呼び寄せた、「トカラ結プラザ」（鹿児島市内にある十島村役場のとなり）の店主。

## 単行本
- 『トカラ列島秘境さんぽ』ISBN 978-4-908443-25-1

## 出版元
- 西日本出版社